# Wesseling
Wesseling település Németországban, azon belül Észak-Rajna-Vesztfália tartományban. Lakosainak száma 38 355 fő (2023. december 31.).

## Népesség
A település népességének változása:
| Lakosok száma | 35 955 | 36 146 | 37 519 | 38 192 | 38 355 |
|               | 2017   | 2019   | 2021   | 2022   | 2023   |